# Хоккей на траве во Вьетнаме
Хоккей на траве во Вьетнаме относится к развивающимся видам спорта.

## Современный период
Культивировать хоккей на траве во Вьетнаме стали в начале 1990-х годов.
Развитием вида спорта в стране занимается Федерация хоккея на траве Вьетнама, входящая в Международную федерацию хоккея на траве. Она базируется в Ханое, её президент — Чан Ван Мань. 
В Хошимине в 2020 году открылась городская федерация хоккея на траве. Здесь этот вид спорта культивируется в двух университетах, планируется к внедрению ещё в трёх вузах. Кроме того, в хоккей на траве играют в иностранных британских и австралийских школах. Хошимин — главный центр развития хоккея на траве во Вьетнаме наряду с Ханоем и Данангом, здесь были созданы первые в стране команды «Торнадос» и «Сайгон Интернейшнл».
Сильнейшие команды республики участвуют в розыгрыше Вьетнамской хоккейной лиги.
В 2017 году во Вьетнаме впервые состоялись курсы для тренеров по хоккею на траве, которые проводил преподаватель Международной федерации хоккея Сён Джин Ю.
В стране проводятся соревнования, которые ставят целью популяризацию хоккея на траве. Среди них — Вьетнамский хоккейный фестиваль, в котором могут участвовать мужские, женские, ветеранские и смешанные команды. Матчи проводятся по упрощённым правилам индорхоккея. В первом фестивале в 2008 году участвовали 14 мужских и 3 женских команды из Вьетнама, Сингапура, Гонконга и Малайзии. В 2018 году в фестивале участвовала 21 команда из пяти стран.
По мнению заместителя президента Федерации хоккея на траве Малайзии Датука Шамала, во Вьетнаме больше заинтересованы в развитии индорхоккея, нежели классического хоккея на траве. Малайзия готова помочь в вопросах строительства залов для индорхоккея и формирования команд.
В 2018 году одна из ведущих вьетнамских газет «Туойче» назвала хоккей на траве одним из набирающих популярность в стране видов спорта наряду с регби, крикетом и скалолазанием.

## Международные соревнования
Мужская сборная Вьетнама была создана для участия в Играх Юго-Восточной Азии 2013 года, где заняла последнее, 5-е место, проиграв все четыре матча с соотношением мячей 1:41. В сезоне-2016/17 вьетнамцы дебютировали в Мировой лиге, где выбыли в первом раунде, проиграв все четыре матча с соотношением мячей 2:33.
В 2017 году вьетнамцы вновь участвовали в Играх Юго-Восточной Азии, в программу которых входил турнир по индорхоккею. Здесь они заняли 5-е место среди шести команд, одержав две победы над сборной Филиппин — 5:1 и 7:0.
Планируется, что в 2021 году вьетнамцы вновь выступят на Играх Юго-Восточной Азии в Ханое.